# Arvidsjaur Flygplats
Luchthaven Arvidsjaur (Zweeds:Arvidsjaur flygplats) (IATA: AJR, ICAO: ESNX) ligt 13 km van Arvidsjaur (Zweden) af en is geen grote luchthaven.
De luchthaven had 45.000 passagiers in 2005.
Dicht bij deze luchthavens zijn testlocaties van Duitse autofabrieken, die ter plekke hun auto's testen op het rijden in de sneeuw. Hierdoor is er ook vrachtvervoer.